# Adam Szymanowski
Adam Szymanowski (ur. 18 lipca 1938 w Warszawie, zm. 24 września 2001 tamże) – polski matematyk, tłumacz literacki, tłumacz literatury pięknej z języka włoskiego, francuskiego i angielskiego; taternik.
Adam Szymanowski ukończył studia matematyczne na Uniwersytecie Warszawskim, w latach 1962–1974 pracował jako asystent i następnie jako wykładowca w Instytucie Matematycznym Uniwersytetu Warszawskiego oraz w Wyższej Szkole Pedagogicznej w Siedlcach. Od 1975 pracował w Redakcji Literatury Pięknej Instytutu Wydawniczego „Pax”.
Szymanowski przełożył m.in. powieści Imię róży (1980), Wyspa dnia poprzedniego (1994), Wahadło Foucaulta (1998), Baudolino (2000) i zbór felietonów Diariusz najmniejszy (1995) Umberta Eco, powieść Papuga Flauberta (1984) Juliana Barnesa, a także monografie Grzech i strach (1983) Jeana Delumeau i Podróż Teo (1998) Catherine Clément.
W latach 60. uprawiał taternictwo, wytyczył nowe drogi na Kazalnicy i Szpiglasowym Wierchu; w zimie wspinał się w Bułgarii.
Pochowany na cmentarzu parafii Najświętszego Serca Pana Jezusa w Starej Miłośnie.